# 一次得救永遠得救
一次得救永遠得救（英語：Once saved, always saved，簡稱）亦稱聖徒的堅忍（Perseverance of the saints）、圣徒蒙保守（Preservation of the Saints）或永遠的保障（Eternal Security），是源於新教改革宗其中一套神學理論，指如果天選之人在得救以後，他便可永遠得救，這也是《預選說》的要點之一。
新教神學家約翰·喀爾文（1509－1564年）基於奧古斯丁的思想，對《新約聖經》、《舊約聖經》經文的注解與整理時，側重上帝的主權與其工作，由此帶出上帝對其選民的保守，而選民在保守中得以有力量來實踐信仰。其後，加爾文的追隨者在相關神學議題的論辯中，便歸納出此說，屬「五點喀爾文主義」（Five-Point Calvinism）之一。
關於此神學觀念的闡釋，大體上被認為有如下兩點：
1. 「神會運用其大能保守信徒不失足。人性已經完全敗壞，是要偏離神的，但神卻施展大能來保守著，直到永生。保守，它的英文（Perseverance）也可譯作『堅忍』。因此，聖徒的堅忍就是聖徒竭力的工作中，神的保守，不是說，聖徒能懈懶地追求聖潔。」
2. 「堅忍是神的大能的工作，叫你到死那天，仍能在救恩裡。」

## 反對觀點
信義宗教會相信上帝會保護信徒的信仰到底的應許，但並不接受「一次得救，永遠得救」的說法，信義宗認為聖經記載了基督徒離開信心的可能性。其教條指出：「他們故意轉離聖誡命，使聖靈擔憂不安，再度與世界的污穢牽連」。
天主教會曾在特倫多會議頒佈以下的命令：「如果有人說，一旦稱義便不會失去救恩，因此，跌倒犯罪者從來就沒有稱義過！說這話的人應該被處以破門律！」
阿民念派也曾在《雷蒙史全特斯會議》（Conference of Remonstrants）作出類似的聲明：「一個重生得救的人，因為忽視救恩而犯罪使聖靈憂傷，將會完全離道，至終從恩典中墮落到被棄的光景。」阿民念派主要的論點是：神若「勉強」人堅持到底，就與人的自由意志有所矛盾。另外，得救後是否保證天上成聖也是爭議。

## 爭論
「一次得救永遠得救」論成為基督教內爭論焦點，可能有以下成因：
1. 源於對「一次得救永遠得救」一詞在定義或應用上存在的差異[6]。
2. 從理解聖經章節的全面性上衍生的差異。
3. 由不同的聖經譯本所衍生的差異[7]。
4. 因質疑喀爾文本人的信仰是否「純正」，從而衍生對其教義的不信任[8]。

## 預選說五要點
1. 全然败坏（Total depravity），人类由于亚当的堕落導致原罪，而无法以自己的能力作任何灵性上的善事。
2. 无条件的拣选（Unconditional selection），上帝无条件地揀選得救者，并非因为該人的行善積德，也非预言了該人即將因信稱義。
3. 限定的代贖（Limited atonement），基督受極刑，是為那些天選之人而贖罪，不是為世上所有的人。
4. 不可抗拒的恩典（Irresistible grace），又称有效的恩典（Efficacious grace），天選之人不可能拒絕上帝的救恩，上帝的恩典，不可能因为人的原因而被阻挠，因為神恩強勢，无法拒绝。
5. 圣徒恆忍蒙保守（Perseverence of the saints），已得到的救恩不會喪失，上帝必能保守並引導天選之人在信仰的路上得勝。

### 引用
1. ↑  . Daniel Ku.   [2008年3月4日]. （原始内容存档于2007年11月18日） （中文（臺灣））.
2. ↑  . WELS.   [2022-10-06]. （原始内容存档于2022-04-04） （美国英语）.
3. ↑  《我們所信》，亞洲路德宗神學院翻譯事務社，頁16：「我們拒絕接受那些指信徒永不會離開信心說法（即“一次得救，永遠得救＂之說），因為聖經說信徒是有可能跌倒離開信心的（哥林多前書10:12）。」
4. ↑  《路加福音》8章13節：「那些在磐石上的，就是人聽道，歡喜領受，但沒有根，不過暫時相信，等到碰上試煉就退後了。」
5. ↑  《協同書‧協同式》，香港路德會文字部，頁563
6. ↑  吳主光. . 整全訓練神學院.   [2008年3月4日]. （原始内容存档于2008年4月29日） （中文（臺灣））.
7. ↑  . 真理天城.   [2008年3月4日]. （原始内容存档于2008年3月27日） （中文（臺灣））.
8. ↑  . inplainsite.org.   [2008年3月4日]. （原始内容存档于2008年2月15日） （英语）.

## 外部連結
- 何謂「一次得救永遠得救」？新教有哪些救贖論？ （页面存档备份，存于）
- "一次得救，能永远得救"吗？ （页面存档备份，存于）